# Gospatrick de Northumbrie
Cospatrick ou Gospatrick de Northumbrie (mort vers 1073-1075) est un comte de Northumbrie de 1067 à 1068 puis de 1070 à 1072.

## Origine
L'origine de Gospatrick (son nom signifiant « Serviteur de Patrick ») n'est pas connue avec certitude, mais l'historien Alex Woolf le considère comme le fils de Maldred dont le père, Crínán, nommé dans une source le « Thegn », est habituellement identifié comme étant Crínán l'abbé laïc de Dunkeld, le père du roi d'Écosse Duncan Ier d'Écosse, et qui est tué lors d'un combat en 1045. Il serait donc un neveu de Duncan.
Cette identification ne peut toutefois être considérée comme certaine mais il ne fait aucun doute que Maldred était un homme de très haut statut social qui avait épousé Ealdgyth, la fille de Uchtred le Hardi, comte de Northumbrie, et de son épouse, Ælfgifu, fille du roi Æthelred II d'Angleterre, et que Ealdgyth est la mère de Gospatrick.

## Règne
Gospatrick succède à son père dans ses domaines écossais de Cumbria. Prétendant au titre de comte de Northumbrie, il achète le titre et le comté en 1069, après le meurtre de son parent Oswulf II de Northumbrie. Il prit le parti du prétendant Edgar Atheling et fut chassé de Northumbrie par Guillaume le Conquérant dès l’année suivante.
Rétabli par le roi d’Angleterre après la Dévastation du nord de l'Angleterre en 1070, il fut de nouveau chassé par le roi, qui le soupçonnait de comploter avec les Écossais, en 1072, et remplacé par Waltheof. Gospatrick se retire alors en Écosse auprès du roi Malcolm III qui lui confie le Lothian. Il meurt peu après.

## Décès
Roger de Hoveden affirme que Gospatrick a convoqué Aldwine et Turgot, qui étaient alors à Melrose, pour entendre sa confession sur son lit de mort, qu'il est mort à Norham-on-Tweed et qu'il fut inhumé dans le porche de l'église. Le fait que Aldwine et Turgot  étaient à Melrose suggère que la mort du comte a eu lieu entre 1073 et 1075. Une pierre tombale appartenant à un « Gospatrick Earl »  a été trouvée à Durham, et les noms des membres de sa famille ont été inscrits dans l'obituaire dit « Liber vitæ », de Durham, ce qui suggère que le contact a été maintenu avec l'église de saint Cuthbert après le départ Gospatrick pour l'Écosse.
Ainsi que la tenue de ce qui allait devenir le comté de Dunbar, par les descendants de Gospatric qui devinrent seigneurs de Beanley dans le Northumberland. Son successeur immédiat est son fils, Gospatrick (II) qui est tué à la Bataille de l'Étendard en 1138.

## Postérité
Le nom de l'épouse de Gospatric est inconnu mais il laisse au moins trois fils, Dolfin, Waldeve/Waltheof, et Gospatric, et quatre filles, Etheldreda, Ochtreda, Gunnilda, et Matillis : 
- Dolfin, gouverneur de Carlisle, expulsé en 1092 par Guillaume II d'Angleterre ;
- Waltheof, abbé de Crowland en 1125, mort en 1138, dont la fille Gunnild épousa Uchtred Lord de Galloway ;
- Gospatrick II de Dunbar, premier comte de Dunbar ;
- trois de ses filles épousent des nobles de Cumbria ;
- Ethelreda (ou Octreda), épouse de Duncan II d'Écosse.